# Томский уезд
Томский уезд (некоторые временные периоды — Томский округ) — административно-территориальная единица Томской губернии. Административный центр — город Томск.
Существовал до ликвидации Томской губернии в мае 1925 года. Его территория вошла в Томский округ Сибирского края. Земли уезда (округа) ныне являются частью Томской, Новосибирской и Кемеровской областей.

## История
- С 1604 — Томский уезд Тобольского разряда[2].
- С 1629 — Томский уезд Томского разряда. В Томский разряд также вошли Енисейский, Кетский, Красноярский, Кузнецкий, Нарымский и Сургутский уезды[2].
- С 1708  — Томский уезд Сибирской губернии[2].
- С 1719 — Томский уезд Тобольской провинции[2] Сибирской губернии.
- С 1764 — Томский уезд Тобольской губернии[2].
- С 1779 — Томский округ Колыванской области[2].
- С 1782 — Томский уезд Томской области Тобольского наместничества. В Томскую область также вошли Ачинский, Енисейский, Канский, Нарымский и Туруханский уезды[2].
- С 1796 — Томский уезд Томской области Тобольской губернии[2].
- С 1804 — Томский уезд Томской губернии. В Томскую губернию также вошли Бийский, Енисейский, Каинский, Красноярский, Кузнецкий, Нарымский и Туруханский уезды[2]. В состав уезда включён бывший Нарымский уезд, — северные томское территории.[источник не указан 51 день] В XIX и в первой половине XX века было принято называть эту часть Томского уезда Нарымским краем.[источник не указан 51 день]
- С 1822 — Томский округ Томской губернии[3].
- С 1898 — Томский уезд Томской губернии[2].
- С 1925 — Томский округ Сибирского края, и более уездом не назывался.[2]

## Административное деление
В 1913 году уезд состоял из 25 волостей:
| - Бабарыкинская волость — с. Бабарыкинское, - Богородская волость — с. Богородское, - Бугринская волость — с. Бугринское, - Варюхинская волость — с. Варюхино, - Елгайская волость — с. Елгайское, - Ишимская волость — с. Ишим, - Кайлинская волость — с. Кайлинское, - Каменская волость, - Кетская волость, | - Кожевниковская волость — с. Кожевниковское, - Корпысакская волость — с. Карпысак, - Нелюбинская волость — с. Нелюбино, - Николаевская волость — с. Николаевское, - Ново-Александровская волость — пос. Ново-Александровский, - Ново-Кусковская волость — с. Ново-Кусковское, - Ояшинская волость — с. Ояш, - Парабельская волость — с. Парабельское, - Петропавловская волость — с. Петропавловское, | - Семилужская волость — с. Семилужное, - Спасская волость — с. Спасское, - Суджанская волость — с. Суджанское, - Тутальская волость — с. Тутальское, - Таловская волость — с. Таловка, - Уртамская волость — с. Вороново, - Чаусская волость — с. Чаус. |

В 1920 году входили следующие волости: Арлюкская, Варюхинская, Вознесенская, Емельяновская, Ишимская, Пачинская, Пашковская, Поломошинская, Попереченская, Проскоковская, Романовская, Судженская, Таловская, Телеутская, Тутальская, Яя-Петропавловская;
Более полный список волостей уезда: Волости Томской губернии (Томский уезд)